# Richard Cragg
Richard Hartley Cragg (21 tháng 1 năm 1891 – 1978) là một cầu thủ bóng đá người Anh thi đấu ở vị trí tiền đạo trung tâm.